# Gertrud Stickler
Gertrud Stickler FMA (* 27. Mai 1929 in Neunkirchen, Niederösterreich; † 4. Februar 2015 in Turin) war eine österreichische Don-Bosco-Schwester und Religionspsychologin.

## Leben
Stickler wurde in Neunkirchen in Niederösterreich als jüngstes der zwölf Kinder des Buchbinders Michael Stickler und seiner Gattin Theresa geb. Schachner geboren. Während ihres Studiums in Wien trat sie den Don-Bosco-Schwestern bei. Der Orden schickte sie zur Vollendung ihrer Ausbildung 1951 nach Turin und später nach Bologna. 1954 legte sie ihre Profess ab und beendete ihr Literaturstudium, danach unterrichtete sie an einer Turiner Mittelschule Französisch und Religion. 1960 wurde sie zum Studium der Psychologie nach Leuven entsandt. Anschließend war sie mehr als 40 Jahre als Dozentin für Religionspsychologie an der ordenseigenen Hochschule für Pädagogik tätig, die zunächst in Turin angesiedelt war und ihren Sitz als Päpstliche Fakultät für Erziehungswissenschaften Auxilium seit 1978 in Rom hat. Von 1980 bis 1983 war sie Dekanin dieser Fakultät, die noch Ende der 1980er Jahre die einzige universitäre Ausbildungsstätte speziell für Führungskräfte römisch-katholischer Frauenorden war. Im Jahr 2009 wurde Stickler emeritiert. Am 9. Dezember 2010 erhielt sie das Große Ehrenzeichen für Verdienste um die Republik Österreich. Die Auszeichnung wurde ihr in den Räumen der österreichischen Botschaft beim Heiligen Stuhl in Rom durch den Botschafter Martin Bolldorf überreicht.
Gertrud Stickler war die Schwester des Salesianers und Kurienkardinals Alfons Maria Stickler SDB. Sie lebte seit 2010 am Hauptsitz ihres Ordens in Turin.

## Publikationen (Auswahl)
- Far from the Father. Psychological Implications of Conversion and of Mercy. Marian Press, Stockbridge (Massachusetts) 1986.
- mit Godelive Numukobwa: Forza e fragilità delle radici. Bambini feriti da esperienze di traumi e di abbandono. La sfida dell’educazione. Libreria Ateneo Salesiano (LAS), Rom 2003, ISBN 978-88-213-0546-7.